# سایوری سادائوکا
سایوری سادائوکا (انگلیسی: Sayuri Sadaoka; ۴ سپتامبر ۱۹۵۵ – ) صداپیشه اهل ژاپن بود. وی از سال ۱۹۷۹ میلادی تاکنون مشغول فعالیت بوده‌است.